# Ross Parker
Ross Parker, född 31 oktober 1935, är en friidrottare från Australien. Han deltog vid olympiska sommarspelen 1956.